# MAC Football Championship

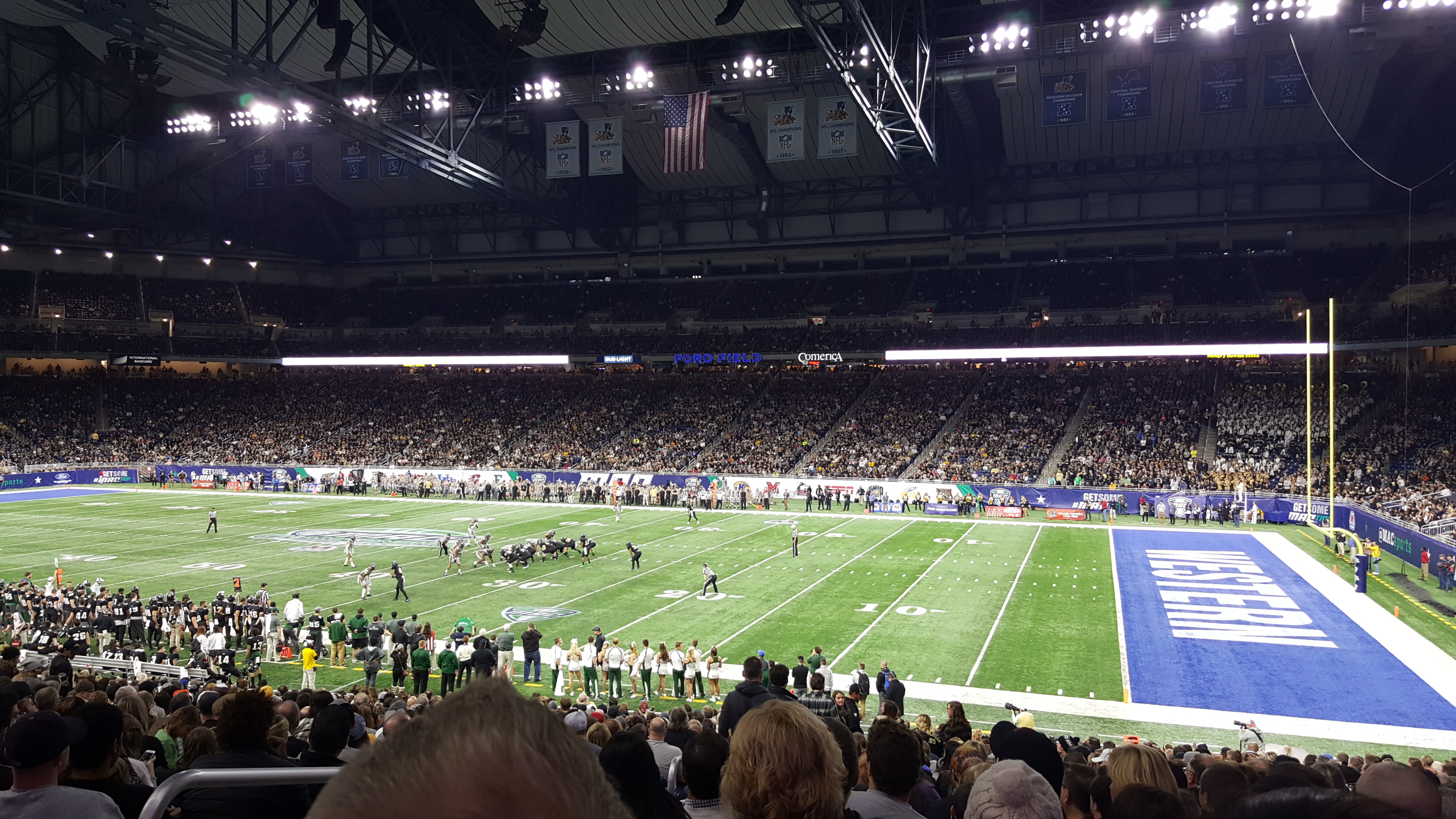
Aufnahme aus dem MACCG 2016

Das MAC Football Championship (auch MAC Championship Game; MACCG) ist das Endspiel um den Gewinn der Mid-American Conference (MAC) im College Football zwischen dem Sieger der Eastern Division und dem Sieger der Western Division.

## Geschichte
Nachdem die Northern Illinois Huskies und die Marshall Thundering Herd 1997 in die Mid-American Conference zurückkehrten, stieg die Anzahl der Mannschaften auf zwölf an, was es erlaubte die Conference in zwei Divisions zu splitten und ein Championship Game auszutragen. Zu dieser Zeit war dies ein noch relativ neues Konzept, welches erst fünf Jahre zuvor erstmals in der NCAA angewandt wurde.

### Marshalls Dominanz
Die Thundering Herd, welche ein Jahr zuvor die Division I-AA ungeschlagen gewannen, führten bereits in ihrer ersten Saison die Eastern Division mit 7 Siegen und einer Niederlage in der Conference an und qualifizierten sich so für das Championship Game. Dort trafen sie auf die Toledo Rockets, welche mit der gleichen Bilanz die Western Division gewannen. Die Rockets schafften es in den ersten 38 Minuten die in der Regular Season starke Kombo aus Chad Pennington und Randy Moss zu stoppen und eine 7:3-Führung zu erzielen. In der folgenden viertel Stunde dominierten die Thundering Herd jedoch die Rockets und gelangten zu einer 34:7-Führung. Das Spiel endete nach einem weiteren Touchdown für die Rockets mit 34:14, womit Marshall das erste Championship Game gewann. Im folgenden Jahr trafen beide Mannschaften im Championship Game erneut aufeinander. Erneut gewann Marshall, jedoch mit 23:17 weniger deutlich.
1999 gewannen Marshall alle Spiele und qualifizierte sich so erneut für das Championship Game. Dieses Mal trafen sie auf die Western Michigan Broncos, welche sie nur zwanzig Tage zuvor mit 31:17 besiegten hatten. Im Championship Game dominierten jedoch zuerst die Broncos, welche eine 23:0-Führung aufbauen konnten. Marshall startete jedoch ein Comeback und führte zwischenzeitlich mit 27:23. Vier Sekunden vor Schluss lagen die Broncos mit 30:27 vorne, die Thundering Herd waren jedoch nur ein Yard von der Endzone entfernt. Marshall gewann zum dritten Mal in Folge, nachdem sie nach einem Touchdownpass bei auslaufender Zeit mit 34:30 siegten.
2000 qualifizierte sich Marshall nur knapp durch Tie-Breaker für das Championship Game. Dort spielten sie erneut gegen die Broncos, welche sich ebenfalls nur knapp durch Tie-Breaker gegen die insgesamt erfolgreicheren Rockets qualifizierten. Marshall dominierte die erste Halbzeit und führte nach den ersten 30 Minuten mit 13:0. Die Broncos kamen jedoch zurück und führten nach zwei Touchdowns mit 14:13. Nach einem weiteren Touchdown und vergebener Two-Point Conversion gelangte Marshall jedoch mit 19:14 wieder in Führung. Die Broncos hatten im Anschluss noch zwei Chancen zum Sieg, konnten aber keine erfolgreich abschließen. Damit gewann Marshall zum vierten Mal in Folge die MAC.

### Veränderung der Verhältnisse
2001 gewann Marshall erneut deutlich die Eastern Division. Die Western Division war dagegen ausgeglichener und den ersten Platz teilten sich die Rockets, die Ball State Cardinals und die Northern Illinois Huskies. Der Teilnehmer am Championship Game konnte erst mit der dritten Tie-Breaking-Regelung gefunden werden. Siegreich waren die Toledo Rockets, denen später auch das Recht zugesprochen wurde das Spiel auszutragen. Das Spiel begann mit 23 Punkten für Marshall. Die Rockets konnten vor der Halbzeitpause den Rückstand auf 10:23 verkürzen. Die Rockets konnten in der zweiten Spielhälfte 31 weiter Punkte erzielen. Da sie selbst nur 13 weitere Punkte zuließen, gewannen sie mit 41:36 ihre erste MAC-Meisterschaft seit 1995 und beendeten die Siegesserie von Marshall.
2002 traf zum vierten Mal Toledo auf Marshall. Die Thundering Herd begannen dominant und führten Mitte des zweiten Viertels mit 28:10. Toledo startete jedoch ein Comeback und führte im dritten Viertel mit 32:28. Im Anschluss kam es zu fünf Führungswechseln an dessen Ende Marshall mit 49:45 siegreich war.
2003 kam es zum ersten Championship Game ohne Beteiligung Marshalls, nachdem die von Quarterback Ben Roethlisberger angeführten Miami RedHawks ungeschlagen in den Conference-Spielen blieben und so die Eastern Division gewannen. Die Western Division gewannen die Bowling Green Falcons. Die erste Hälfte verlief in weiten Teilen ausgeglichen, weshalb der Halbzeitstand 21:17 für Miami lautete. Im dritten Viertel dominierte hingegen Miami. Die RedHawks konnten drei Touchdowns erzielen, während die Falcons nur ein Field Goal vorweisen konnte. Am Ende gewann Miami mit 49:27 und stellte mit 576 Yards Raumgewinn, 440 davon durch Roethlisbergers Arm, einen Rekord für das MAC Championship Game auf. Die RedHawks wurden zudem das erste Auswärtsteam, das siegreich war.
2004 entschied die Mid-American Conference das Spiel auf neutralen Boden und überdacht stattfinden zu lassen, weshalb es seitdem im Ford Field in Detroit stattfindet. Die Divisionssieger gewannen in beiden Divisionen nur knapp. In der Eastern Division konnte sich Miami auch ohne den in die National Football League abgegangenen Roethlisberger durchsetzen, während in der Western Division die Rockets erfolgreich waren. Nachdem die RedHawks nach dem ersten Viertel mit 14:7 führten, kam es vor der Halbzeitpause dank guter Defensearbeit auf beiden Seiten zu keinen weiteren Punkten. Im dritten Viertel dominierte Toledo, die drei Touchdowns erzielten und den Point after Touchdown nach Miamis einzigem Touchdown blocken konnten. Im letzten Viertel konnten beide Teams je einen Touchdown erzielen, womit Toledo das Spiel mit 35:27 gewann.

### Neue Gesichter
2005 verließen Marshall und die UCF Golden Knights, welche erst 2002 der MAC beitraten, die Conference in Richtung Conference USA, womit sich die Teamanzahl wieder auf zwölf reduzierte. In diesem Jahr gewannen die Akron Zips die Eastern Division nach Tie-Breaking-Regelung vor Miami und Bowling Green, während die Western Division von der NIU vor Toledo gewonnen wurde. Akron konnte nach dem ersten Viertel mit 10:0 in Führung gehen, doch die Huskies dominierten die folgenden zwei Viertel, in denen sie 24 Punkte in Folge erzielten. Im vierten Viertel kam Akron zurück. Sie erliefen zwei Touchdowns, welche jedoch immer mit einem Field Goal durch die NIU beantwortet wurden. Zehn Sekunden vor Schluss gelang Zips Quarterback Luke Getsy ein Touchdownpass auf Domenik Hixon, womit sie das Spiel mit 31:30 gewannen.
2006 traf im Championship Game die beste Offense (Central Michigan) auf die beste Defense (Ohio). Die Chippewas dominierten das Spiel dabei konstant und gewannen am Ende mit 31:10.
2007 traten die Temple Owls der MAC bei, was durch die nun ungerade Anzahl an Teams zu einem unausgeglichenen Spielplan führte. So gewann Miami mit einer 5-2-Bilanz die Eastern Division vor Bowling Green, die eine 6-2-Bilanz aufwiesen. Die Western Division wurde erneut durch die CMU gewonnen. Diese verteidigten mit einem 35:10-Sieg ihren Titel.
2008 gingen die Chippewas als klarer Favorit in die Saison. Sie lieferten zwar gute Leistungen und konnten eine 6-2-Bilanz vorweisen, jedoch gewann Ball State die Western Division, da diese ungeschlagen blieben. In der Eastern Division, in der zu Saisonende sechs der sieben Teams nur durch zwei Spiele getrennt waren, konnten sich die Buffalo Bulls durchsetzen. Die erste Hälfte verlief sehr ausgeglichen und der Halbzeitstand betrug 10:7 für Ball State. Nachdem zu Beginn des dritten Viertels die Führung je einmal abgegeben wurde, begann Buffalo zu dominieren. Buffalo erzwang zwei Fumble und trug sie über 92 und 74 Yards zum Touchdown zurück. Im letzten Viertel gelangen Buffalo zwei und Ball State noch ein Touchdown, womit Buffalo am Ende mit 42:24 den Titel gewann.
2009 konnten die Chippewas alle MAC-Spiele gewinnen und holten sich so mit drei Siegen Vorsprung den Divisionsieg in der West Division. In der East Division kam es zu einem Kopf-an-Kopf-Rennen zwischen Ohio, Bowling Green und Temple. Ohio konnte den Tie-Breaker gewinnen und gelangte so ins Championship Game. CMU konnte schnell mit 10:0 in Führung gehen, doch Ohio konnte noch vor Ende des ersten Quarters auf 10:7 verkürzen. Im zweiten Viertel erhöhte CMU auf 17:7. In der zweiten Hälfte konnten beide Mannschaften nur ein Field Goal erzielen, weshalb das Spiel mit 20:10 endete.

### Die Huskies als Dauergast
2010 konnten die Huskies die West Division gewinnen, während die East von Miami gewonnen werden konnte. Nachdem NIU im ersten Drive punten musste, tauschten sie in den folgenden vier Drives Touchdowns aus. Aufgrund eines geblockten Extra Punktes von Miami führten die Huskies zum Ende des ersten Viertels mit 14:13. Im zweiten Viertel gelangen keine Punkte auf beiden Seiten, da Miamis Trevor Cook die einzige Chance auf ein Field Goal vergab. Im dritten Viertel konnte Miami nach einem Touchdown im ersten Drive der zweiten Hälfte dann wieder die Führung übernehmen, welche sie bis zum ersten Spielzug des letzten Viertels hielten. Die Huskies übernahmen in eben jenem Spielzug wieder die Führung, da sie ebenfalls einen Touchdown erzielten und mit dem Extra Punkt 21:20 in Führung lagen. Die Huskies kontrollierten den Großteil der restlichen Zeit, ehe sie bei 2:48 Restspielzeit von der eigenen 3-Yard-Linie punten mussten. Miami nutze ihre letzte Chance und erzielte 33 Sekunden vor Schluss den Touchdown zum Titel. NIU versuchte zwar noch punkte zu erzielen, jedoch lief ihnen die Zeit davon.
2011 nahmen erneut die Huskies am Championship Game teil, da sie dank ihres 63:60-Sieges gegen Toledo gegen ebendiese den Tie-Breaker gewannen. In der East Division sah es lange Zeit so aus, als ob Temple ihr erstes MACCG bestreiten dürfte, konnten jedoch am letzten Spieltag von Ohio noch überholt werden. Ohio war in der ersten Hälfte dominierend und konnte in beiden Vierteln jeweils 10 Punkte erzielen ohne welche zuzulassen. Im dritten Viertel gelangten die Huskies erstmals aufs Scoreboard, nachdem Nathan Palmer einen 39-Yard-Touchdown-Pass fing. Ohio ließ die Chance ihre Führung wieder auszubauen ungenutzt, nachdem sie ein Field Goal vergaben und im folgenden Drive einen Turnover produzierten. Im vierten Quarter erzielte NIU zwei aufeinanderfolgende Touchdowns. Da beim ersten Touchdown der Extra Punkt verschossen wurde, war das Spiel nun bei einem 20:20-Unentschieden. NIU konnte in der letzten Sekunde des Spiels noch ein Field Goal erzielen und so das Spiel gewinnen. Das Comeback war das größte im MACCG seit 1999.
Vor der Saison 2012 verließ Temple die MAC und wurden durch Massachusetts ersetzt. NIU und Kent State gewannen alle ihre MAC-Spiele und ihre jeweilige Division. Es kam dadurch zum ersten Championship Game, bei dem beide Mannschaften ohne MAC-Niederlage ins Spiel gingen. Beide Mannschaften begannen ihr Spiel mit zwei Punts in den ersten beiden Drives. Beim zweiten Punt der Flashes fumblete jedoch der Returner, wodurch Kent State an NIUs 22-Yard-Linie ihren Angriff fortführte. Die Flashes konnten auch einen Touchdown erzielen. NIU musste wieder punten, jedoch ging der Punt nur für 18 Yards, woraus Kent State ein Field Goal erzielte. NIU gelang dann noch vor Ende des ersten Viertels ein Field Goal und erzielte im zweiten Viertel zwei Touchdowns zum 17:10-Halbzeitstand. Im dritten Viertel bauten die Huskies ihre Führung aus, indem sie zehn Punkte erzielten und nur ein Field Goal zuließen. Zu Beginn des vierten Viertels verpassten die Flashes eine Chance, als sie einen vierten Versuch an NIUs 6-Yard-Linie nicht umwandeln konnten. NIU konnte zwar 58 Yards erzielen, musste jedoch trotzdem punten. Kent State gelang im folgenden Drive ein Touchdown und verkürzten dadurch auf 20:27. Nach dem Kickoff fumblete ein Spieler von NIU den Ball und Kent States Zack Hitchens trug diesen über 22 Yards zum Touchdown zurück. Beide Mannschaften erzielten im weiteren Verlauf je einen Touchdown, wodurch das Spiel beim Stand von 34:34 in die Overtime ging. In der ersten Overtime erzielten beide Mannschaften nur ein Field Goal, weshalb das Spiel beim Stand von 37:37 in die zweite Overtime ging. Die Huskies konnten hier sieben Punkte erzielen, was Kent State in Zugzwang brachte. Bei einem vierten Versuch warf Kent States Quarterback Spencer Keith eine Interception in der Endzone, wodurch NIU sich den Titel sicherte. Trotz des knappen Endstands waren die Huskies offensiv deutlich produktiver gewesen, konnten sie 524 Yards erzielen, Kent State jedoch nur 260.
2013 gewann NIU erneut die West Division und war vor dem Spiel als 14. bestes Team des Landes gelistet worden. Die East Division wurde von Bowling Green gewonnen. Die Falcons dominierten das Spiel und angeführt von Matt Johnson gewannen sie es letztendlich mit 47:27. Johnson warf dabei fünf Touchdowns, was ein neuer Rekord für das MAC Championship Game war. Das Spiel markierte das Ende einer 25 Spiele andauernden Siegesserie in Conferencespielen von NIU. NIU startete dabei mit sieben Punkten in das Spiel, ehe die Falcons mit zwei Touchdowns und einem Field Foal das erste Quarter beendeten. Die Huskies erzielten zu Beginn des zweiten Viertels zwei Field Goals, ehe Bowling Green durch zwei Touchdowns den Vorsprung zur Halbzeit auf 31:13 ausbaute. Im dritten Viertel konnte NIU die einzigen Punkte erzielen, als ihr Quarterback Jordan Lynch einen Touchdownlauf über 8 Yards hinlegte. Bowling Green verschoss ein Field Goal, blockte jedoch auch eines des Gegners. Im letzten Viertel konnte Bowling Green durch zehn Punkte ihren Sieg sichern. 14 Sekunden vor Spielende konnte Lynch einen weiteren Touchdown erlaufen, was den Endstand auf 47:27 festlegte.
2014 trafen beide Mannschaften erneut aufeinander. Bowling Green konnte trotz Trainerwechsels dank einer schwachen MAC East, gegen die sie eine 5:0-Bilanz aufwies, mit einer 5:3-MAC-Bilanz ihre Division gewinnen. Northern Illinois konnte gleichwohl des Abgangs von Lynch mit einer 7:1-MAC-Bilanz die West Division gewinnen. Während sich die Falcons im ersten Quarter abmühten und bereits zwei Turnover verursachten, konnten die Huskies nach einem Touchdown und einem Field Goal bereits eine solide Führung aufbauen. Im zweiten Viertel lieferten beide Teams zehn Punkte ab und gingen zu mit 20:10 in die Halbzeit. In der zweiten Halbzeit dominierten NIU, indem sie offensiv 31 erzielten und defensiv die Falcons nur zu einem Touchdown hielten. Die Huskies gewannen am Ende das Spiel 51:17 und damit ihren dritten Titel in vier Jahren.

## Fernsehübertragung
Das Championship Game gab der MAC dringend benötigte Sendezeit im nationalen Fernsehen. Das Spiel von 1999 war die Übertragung mit den zweitmeisten Zuschauern in der bis dahin fünfjährigen Geschichte von ESPN2. Im folgenden Jahr wurde das Spiel sogar mit ABC auf einem Hauptnetwork übertragen. 2001 übertrug dann ESPN wieder das MAC Football Championship Game. Auch 2002 sicherte sich ESPN für ESPN2 die Übertragungsrechte. 2003 sicherte sich ESPN erstmals langfristig die TV-Rechte von MAC-Spielen, die auch das Championship Game beinhalteten. 2009 wurde ein neuer Vertrag bis zur Saison 2016/17 abgeschlossen, der 2014 bereits vorzeitig bis 2026/27 verlängert wurde.

## Stadion
In den ersten sieben Jahren fand das Championship Game auf dem Campus einer der Teilnehmer statt. Die ersten vier Spiele fanden dabei alle im Marshall Stadium der Marshall University statt. 2001 hatten die anderen MAC-Mitglieder genug von Huntington, auch weil Marshall sich weigerte, vertraglich festgelegte Forderungen umzusetzen, weshalb das Championship Game fest an den Sieger der West Division vergeben wurde. Das Spiel fand daraufhin im Glass Bowl statt, ehe es 2002 erneut im Marshall Stadium stattfand. 2003 fand schließlich im Doyt Perry Stadium von Bowling Green das letzte MAC Football Championship Game auf einem Campus statt. Seit 2004 wird das Spiel im Ford Field in Detroit, Michigan ausgetragen. Der Vertrag mit dem Stadionbetreiber wurde zuletzt im Jahr 2017 bis zur Saison 2021 verlängert.

## Sponsorenschaft
Seit 2003 ist Marathon Petroleum der Namenssponsor des Championship Games. Zuletzt fand 2016 eine Vertragsverlängerung statt, aufgrund dessen das Endspiel bis 2019 unter dem Namen Marathon MAC Football Championship ausgetragen wurde. Seit 2020 ist Rocket Mortgage Namenssponsor.

## Bisherige MAC Football Championship Games
| Jahr | West                       | Ergebnis  | East                      | Ort                       | Zuschauer | TV    |
| ---- | -------------------------- | --------- | ------------------------- | ------------------------- | --------- | ----- |
| 1997 | Toledo Rockets             | 13:34     | Marshall Thundering Herd  | Huntington, West Virginia | 28.021    | ESPN  |
| 1998 | Toledo Rockets             | 17:23     | Marshall Thundering Herd  | Huntington, West Virginia | 28.085    | ESPN2 |
| 1999 | Western Michigan Broncos   | 30:34     | Marshall Thundering Herd  | Huntington, West Virginia | 28.069    | ESPN2 |
| 2000 | Western Michigan Broncos   | 14:19     | Marshall Thundering Herd  | Huntington, West Virginia | 24.816    | ABC   |
| 2001 | Toledo Rockets             | 41:36     | Marshall Thundering Herd  | Toledo, Ohio              | 20.025    | ESPN2 |
| 2002 | Toledo Rockets             | 45:49     | Marshall Thundering Herd  | Huntington, West Virginia | 24.582    | ESPN2 |
| 2003 | Miami RedHawks             | 49:27     | Bowling Green Falcons     | Bowling Green, Ohio       | 24.813    | ESPN2 |
| 2004 | Toledo Rockets             | 35:27     | Miami RedHawks            | Detroit, Michigan         | 22.138    | ESPN2 |
| 2005 | Northern Illinois Huskies  | 30:31     | Akron Zips                | Detroit, Michigan         | 12.051    | ESPN2 |
| 2006 | Central Michigan Chippewas | 31:10     | Ohio Bobcats              | Detroit, Michigan         | 25.483    | ESPN  |
| 2007 | Central Michigan Chippewas | 35:10     | Miami RedHawks            | Detroit, Michigan         | 25.013    | ESPN  |
| 2008 | Ball State Cardinals       | 24:42     | Buffalo Bulls             | Detroit, Michigan         | 12.871    | ESPN2 |
| 2009 | Central Michigan Chippewas | 20:10     | Ohio Bobcats              | Detroit, Michigan         | 23.714    | ESPN2 |
| 2010 | Northern Illinois Huskies  | 21:26     | Miami RedHawks            | Detroit, Michigan         | 12.031    | ESPN2 |
| 2011 | Northern Illinois Huskies  | 23:20     | Ohio Bobcats              | Detroit, Michigan         | 13.052    | ESPN2 |
| 2012 | Northern Illinois Huskies  | 44:37 2OT | Kent State Golden Flashes | Detroit, Michigan         | 18.132    | ESPN2 |
| 2013 | Northern Illinois Huskies  | 27:47     | Bowling Green Falcons     | Detroit, Michigan         | 21.106    | ESPN2 |
| 2014 | Northern Illinois Huskies  | 51:17     | Bowling Green Falcons     | Detroit, Michigan         | 15.110    | ESPN2 |
| 2015 | Northern Illinois Huskies  | 14:34     | Bowling Green Falcons     | Detroit, Michigan         | 16.425    | ESPN2 |
| 2016 | Western Michigan Broncos   | 29:23     | Ohio Bobcats              | Detroit, Michigan         | 45.615    | ESPN2 |
| 2017 | Toledo Rockets             | 45:28     | Akron Zips                | Detroit, Michigan         | 16.225    | ESPN  |
| 2018 | Northern Illinois Huskies  | 30:29     | Buffalo Bulls             | Detroit, Michigan         | 10.255    | ESPN2 |
| 2019 | Central Michigan Chippewas | 21:26     | Miami RedHawks            | Detroit, Michigan         | 22.427    | ESPN2 |
| 2020 | Buffalo Bulls              | 28:38     | Ball State Cardinals      | Detroit, Michigan         | 0         | ESPN  |
| 2021 | Northern Illinois Huskies  | 41:23     | Kent State Golden Flashes | Detroit, Michigan         | 10.317    | ESPN  |
| 2022 | Toledo Rockets             | 17:7      | Ohio Bobcats              | Detroit, Michigan         | 15.550    | ESPN  |
| 2023 | Toledo Rockets             | 14:23     | Miami RedHawks            | Detroit, Michigan         | 20.200    | ESPN  |
| Jahr | Erste Setzliste            | Ergebnis  | Zweite Setzliste          | Ort                       | Zuschauer | TV    |
| 2024 | Miami RedHawks             | 3:38      | Ohio Bobcats              | Detroit, Michigan         | 15.478    | ESPN  |

## Teilnahmen
| Teilnahmen | College           | S | N | SQ    | Jahr der Teilnahmen                                  | Jahr der Siege               |
| ---------- | ----------------- | - | - | ----- | ---------------------------------------------------- | ---------------------------- |
| 9          | Northern Illinois | 5 | 4 | 0,555 | 2005, 2010, 2011, 2012, 2013, 2014, 2015, 2018, 2021 | 2011, 2012, 2014, 2018, 2021 |
| 8          | Toledo            | 4 | 4 | 0,500 | 1997, 1998, 2001, 2002, 2004, 2017, 2022, 2023       | 2001, 2004, 2017, 2022       |
| 7          | Miami             | 4 | 3 | 0,571 | 2003, 2004, 2007, 2010, 2019, 2023, 2024             | 2003, 2010, 2019, 2023       |
| 6          | Marshall          | 5 | 1 | 0,833 | 1997, 1998, 1999, 2000, 2001, 2002                   | 1997, 1998, 1999, 2000, 2002 |
| 6          | Ohio              | 1 | 5 | 0,167 | 2006, 2009, 2011, 2016, 2022, 2024                   | 2024                         |
| 4          | Bowling Green     | 2 | 2 | 0,500 | 2003, 2013, 2014, 2015                               | 2013, 2015                   |
| 4          | Central Michigan  | 3 | 1 | 0,750 | 2006, 2007, 2009, 2019                               | 2006, 2007, 2009             |
| 3          | Buffalo           | 1 | 2 | 0,333 | 2008, 2018, 2020                                     | 2008                         |
| 3          | Western Michigan  | 1 | 2 | 0,333 | 1999, 2000, 2016                                     | 2016                         |
| 2          | Ball State        | 1 | 1 | 0,500 | 2008, 2020                                           | 2020                         |
| 2          | Akron             | 1 | 1 | 0,500 | 2005, 2017                                           | 2005                         |
| 2          | Kent State        | 0 | 2 | 0,000 | 2012, 2021                                           | –                            |
| 0          | Eastern Michigan  | 0 | 0 | –     | –                                                    | –                            |
| 0          | Temple            | 0 | 0 | –     | –                                                    | –                            |
| 0          | UCF               | 0 | 0 | –     | –                                                    | –                            |
| 0          | UMass             | 0 | 0 | –     | –                                                    | –                            |

## MVPs
Der Most Valuable Player (MVP) des MAC Football Championships wurde von 1997 bis 2015 für jedes Team ausgewählt. Seit 2016 wird je einer für die Offense, die Defense und die Special Teams ausgewählt.
| Jahr | East                | East             | East              | West             | West              | West              |                       |                  |               |
| Jahr | Name                | Team             | Position          | Name             | Team              | Position          |                       |                  |               |
| ---- | ------------------- | ---------------- | ----------------- | ---------------- | ----------------- | ----------------- | --------------------- | ---------------- | ------------- |
| 1997 | Randy Moss          | Marshall         | Wide Receiver     | Dwayne Harris    | Toledo            | Runningback       |                       |                  |               |
| 1998 | Chad Pennington     | Marshall         | Quarterback       | Gregg King       | Toledo            | Defensive Lineman |                       |                  |               |
| 1999 | Chad Pennington     | Marshall         | Quarterback       | Tim Lester       | Western Michigan  | Quarterback       |                       |                  |               |
| 2000 | Byron Leftwich      | Marshall         | Quarterback       | Steve Neal       | Western Michigan  | Wide Receiver     |                       |                  |               |
| 2001 | Denero Marriott     | Marshall         | Wide Receiver     | Chester Taylor   | Toledo            | Runningback       |                       |                  |               |
| 2002 | Byron Leftwich      | Marshall         | Quarterback       | Trinity Dawson   | Toledo            | Runningback       |                       |                  |               |
| 2003 | Ben Roethlisberger  | Miami            | Quarterback       | Josh Harris      | Bowling Green     | Quarterback       |                       |                  |               |
| 2004 | Michael Larkin      | Miami            | Wide Receiver     | Bruce Gradkowski | Toledo            | Quarterback       |                       |                  |               |
| 2005 | Luke Getsy          | Akron            | Quarterback       | Garrett Wolfe    | Northern Illinois | Tailback          |                       |                  |               |
| 2006 | Jameson Hartke      | Ohio             | Defensive Lineman | Damien Linson    | Central Michigan  | Wide Receiver     |                       |                  |               |
| 2007 | Clayton Mullins     | Miami            | Linebacker        | Dan LeFevour     | Central Michigan  | Quarterback       |                       |                  |               |
| 2008 | Mike Newton         | Buffalo          | Defensive Back    | Nate Davis       | Ball State        | Quarterback       |                       |                  |               |
| 2009 | Noah Keller         | Ohio             | Linebacker        | Dan LeFevour     | Central Michigan  | Quarterback       |                       |                  |               |
| 2010 | Thomas Merriweather | Miami            | Runningback       | Chandler Harnish | Northern Illinois | Quarterback       |                       |                  |               |
| 2011 | Noah Keller         | Ohio             | Linebacker        | Nathan Palmer    | Northern Illinois | Wide Receiver     |                       |                  |               |
| 2012 | Darius Polk         | Kent State       | Defensive Back    | Jordan Lynch     | Northern Illinois | Quarterback       |                       |                  |               |
| 2013 | Matt Johnson        | Bowling Green    | Quarterback       | Jordan Lynch     | Northern Illinois | Quarterback       |                       |                  |               |
| 2014 | Gehrig Dieter       | Bowling Green    | Wide Receiver     | Drew Hare        | Northern Illinois | Quarterback       |                       |                  |               |
| 2015 | Travis Greene       | Bowling Green    | Runningback       | Shawun Lurry     | Northern Illinois | Defensive Back    |                       |                  |               |
| Jahr | Offense             | Offense          | Offense           | Defense          | Defense           | Defense           | Special Teams         | Special Teams    | Special Teams |
| Jahr | Name                | Team             | Position          | Name             | Team              | Position          | Name                  | Team             | Position      |
| 2016 | Corey Davis         | Western Michigan | Wide Receiver     | Bradd Ellis      | Ohio              | Cornerback        | Butch Hampton         | Western Michigan | Kicker        |
| 2017 | Logan Woodside      | Toledo           | Quarterback       | Ulysees Gilbert  | Akron             | Linebacker        | Danzel McKinley-Lewis | Toledo           | Returner      |
| 2018 | Marcus Childers     | NIU              | Quarterback       | Sutton Smith     | NIU               | Defensive End     | Matt Ference          | NIU              | Punter        |
| 2019 | Jack Sorenson       | Miami            | Wide Receiver     | Emmanuel Rugamba | Miami             | Defensive Back    | Sam Sloman            | Miami            | Kicker        |
| 2020 | Drew Pitt           | Ball State       | Quarterback       | Jimmy Daw        | Ball State        | Linebacker        | Nathan Snyder         | Ball State       | Punter        |
| 2021 | Jay Ducker          | NIU              | Runningback       | C. J. Brown      | NIU               | Safety            | John Richardson       | NIU              | Kicker        |
| 2022 | Dequan Finn         | Toledo           | Quarterback       | Dyontae Johnson  | Toledo            | Linebacker        | Jonathon Batzke       | Toledo           | Punter        |